# Münzfries

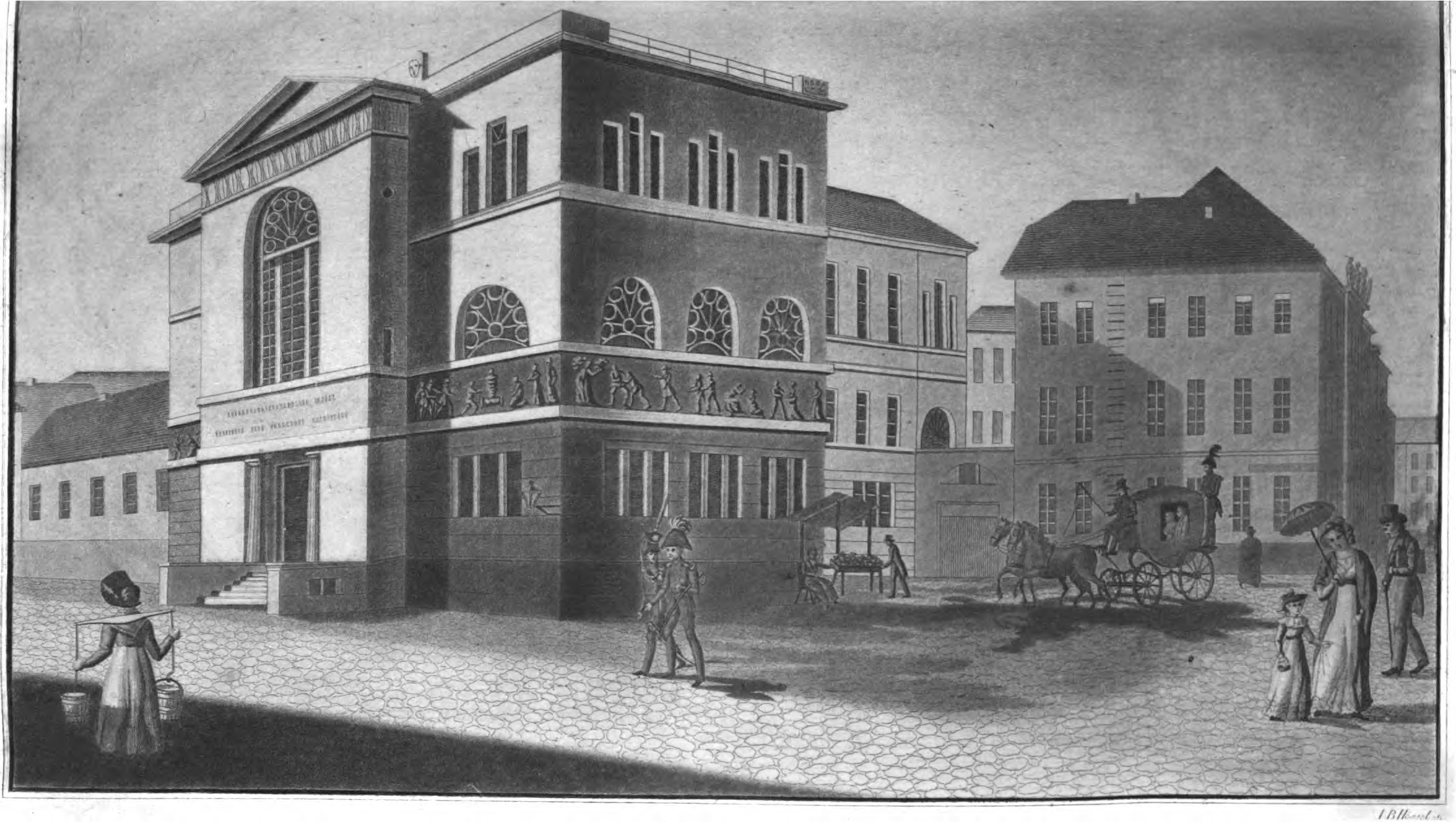
Die Fassade der alten Berliner Münze am Werderschen Markt (links im Vordergrund) war durch einen Bildfries von Johann Gottfried Schadow geschmückt. Bild von Johann Baptist Hoessel, um 1820.

Der sogenannte Münzfries ist ein Relief, das der Bildhauer Johann Gottfried Schadow nach einem Entwurf von Friedrich Gilly geschaffen hat und das ursprünglich zum Schmuck der Außenwände der 1798 bis 1800 erbauten Berliner Münze am Werderschen Markt bestimmt war. Nach wechselvollem Schicksal lagert das Original des Münzfrieses heute in einem Depot unter dem Nationaldenkmal am Berliner Kreuzberg. Eine Kopie befindet sich an dem Gebäude Mühlendamm 3 in Berlin.

## Kunst am Bau für die Berliner Münze

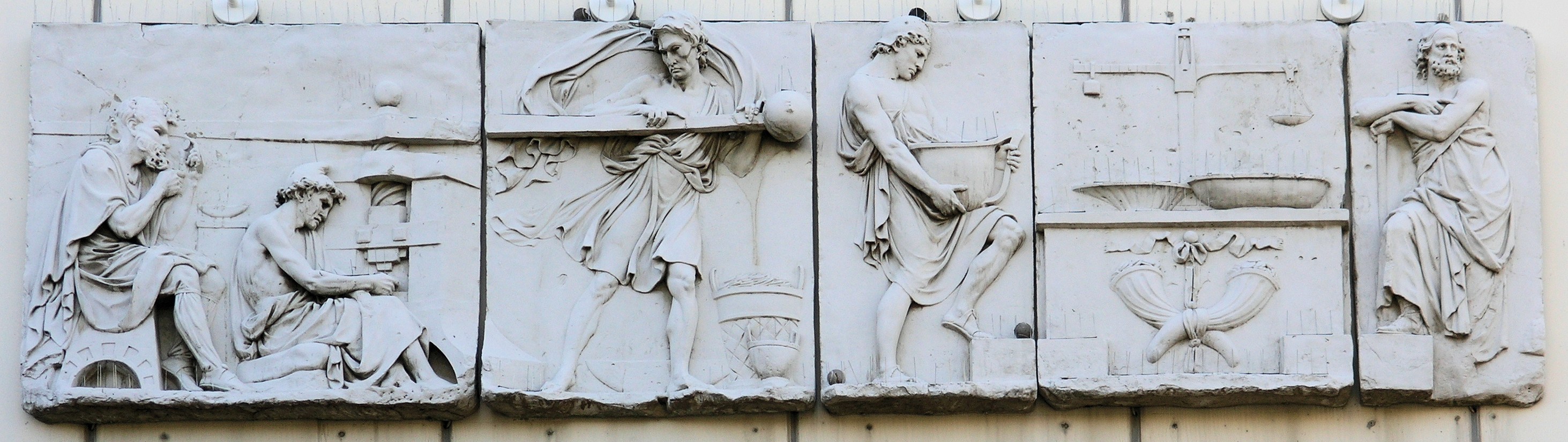
Münzfries in Berlin-Moabit

Der Münzfries wurde von Johann Gottfried Schadow als „Kunst am Bau“ geschaffen. Er sollte die Bestimmung des Neubaus der Berliner Münze den Passanten anschaulich und in künstlerischer Form vor Augen führen. Die Entwürfe für den Fries entwickelte der aus einer hugenottischen Familie stammende Friedrich Gilly, der eng mit Heinrich Gentz, dem Architekten des Münzgebäudes am Werderschen Markt, zusammenarbeitete. Schadow hat nach diesen Entwürfen die Modelle angefertigt und den Fries in Sandstein ausgeführt.
Die Reliefs von rund 36 Meter Länge zogen sich an den drei, dem Werderschen Markt zugekehrten Seiten des Vordergebäudes der Berliner Münze hin. Sie stellen die Auffindung und Gewinnung der verborgenen Schätze der Natur dar sowie die Sichtung und wissenschaftliche Behandlung der Metalle, die Vorgänge des Schmelzens, Streckens und Prägens zur Herstellung von Münzen, das „Sammeln von Schätzen“ an heiligen Altären und schließlich deren Verwendung im Dienste der Götter zu Werken der Kunst und zur Bekämpfung der rohen Gewalten der Natur.

## Beschreibung der einzelnen Reliefteile
Beschreibung der einzelnen Reliefteile (in der Ordnung ihrer Anbringung an der Alten Münze am Werderschen Markt):
1. Vorderfront, links vom Eingang:
 Rhea, vom Pantherwagen gestiegen, zeigt den Arbeitern die Schätze der Natur. Prometheus lehrt, das vom Himmel entwendete Feuer zum Schmelzen zu benutzen.
2. Vorderfront, rechts vom Eingang:
 Ein Lehrer, vor der Bildsäule der Diana von Ephesos (dem Sinnbild der Natur), gibt den Schülern Anweisungen zum wissenschaftlichen Ordnen der herbeigebrachten Metalle.
3. Seitenfront I.
 Der Schmelzofen. Ein Arbeiter bringt das Metall, ein anderer zieht die glühende Stufe aus dem Ofen. Der Schmied am Amboss und das Strecken der Metalle.
4. Seitenfront II.
 Die Prägemaschine. Prüfung des Gepräges. Die Scheiben werden eingeschoben und geprägt, die Münzen gesammelt, gewogen und vom Münzmeister dem Pluto überliefert. Merkur will die Anwendung der Schätze lehren und vermitteln.
5. Seitenfront III.
 Minerva vor dem Tempel der Künste. Die Baukunst (mit Zirkel) fordert durch einen Genius Malerei und Bildhauerkunst zu gemeinsamem Wirken auf. Ackerbau. Ceres unterrichtet die Landbewohner.
6. Seitenfront IV.
 Wasserbau. Gegen die von Neptun und den Winden erregten Elemente werden Bollwerke aufgeführt.

Der Schadowsche Münzfries
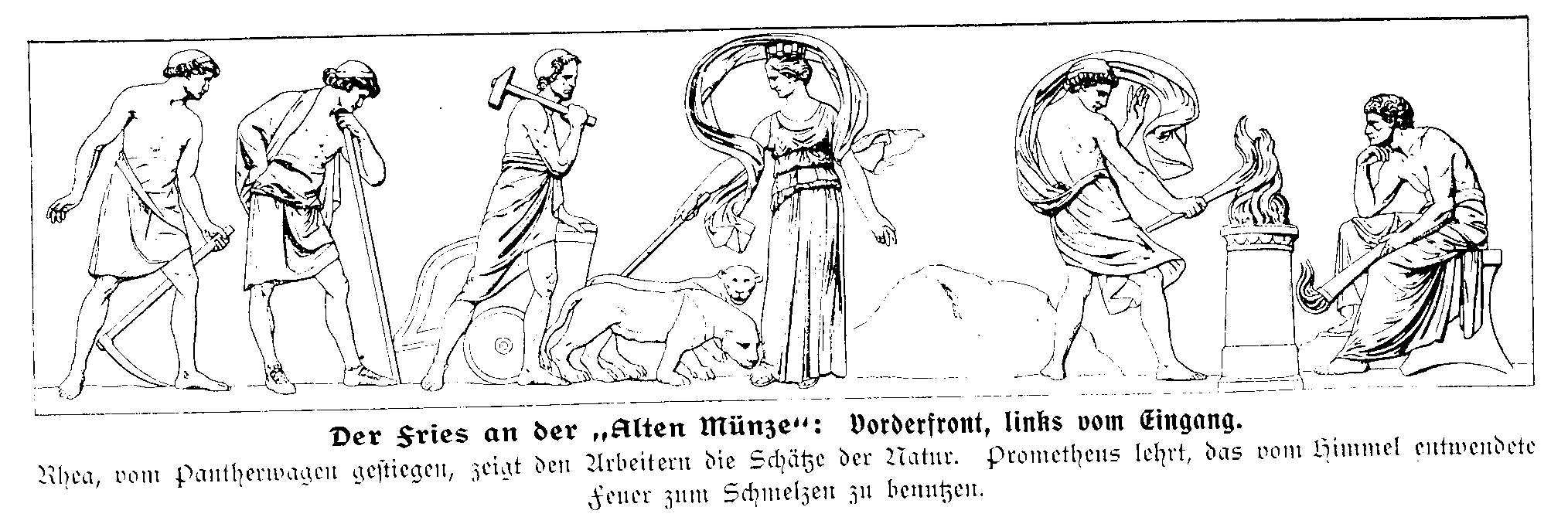
Teil 1
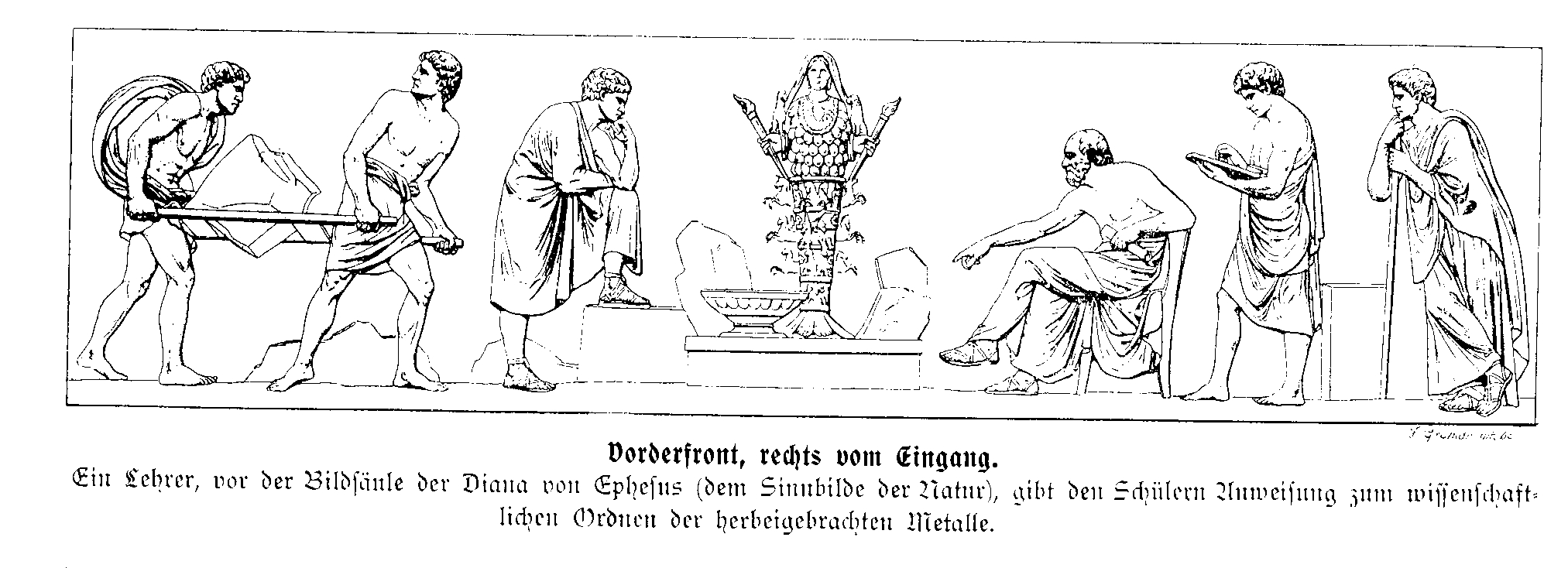
Teil 2
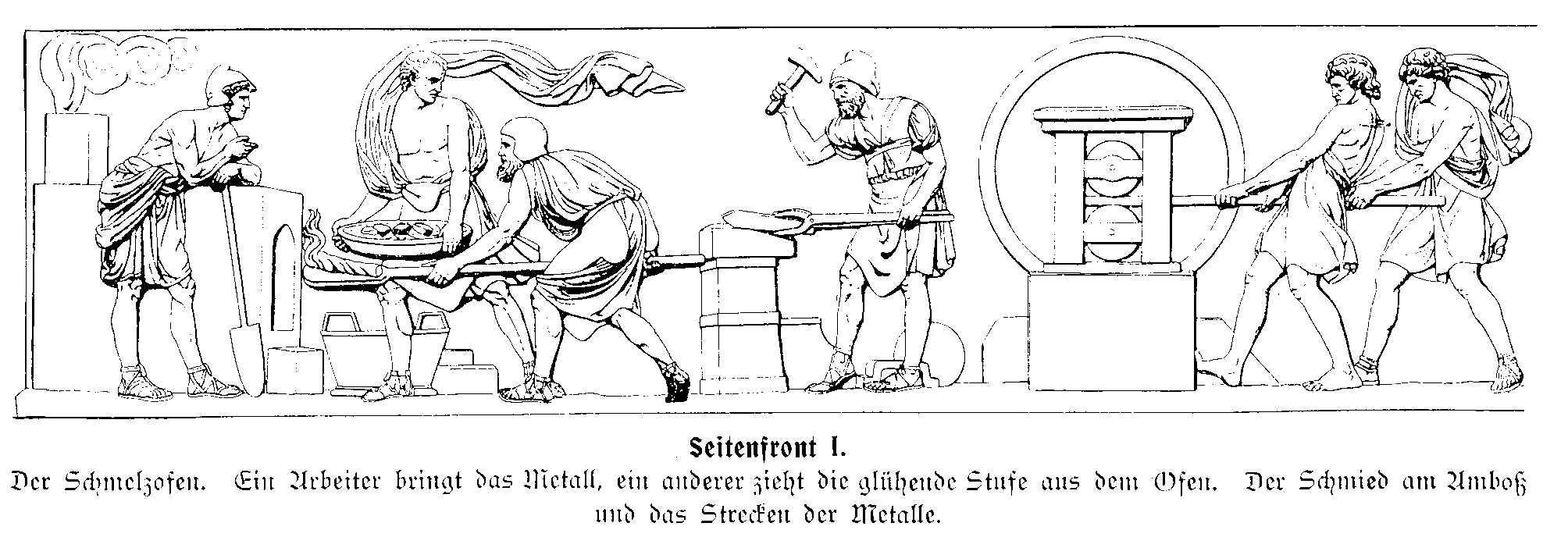
Teil 3
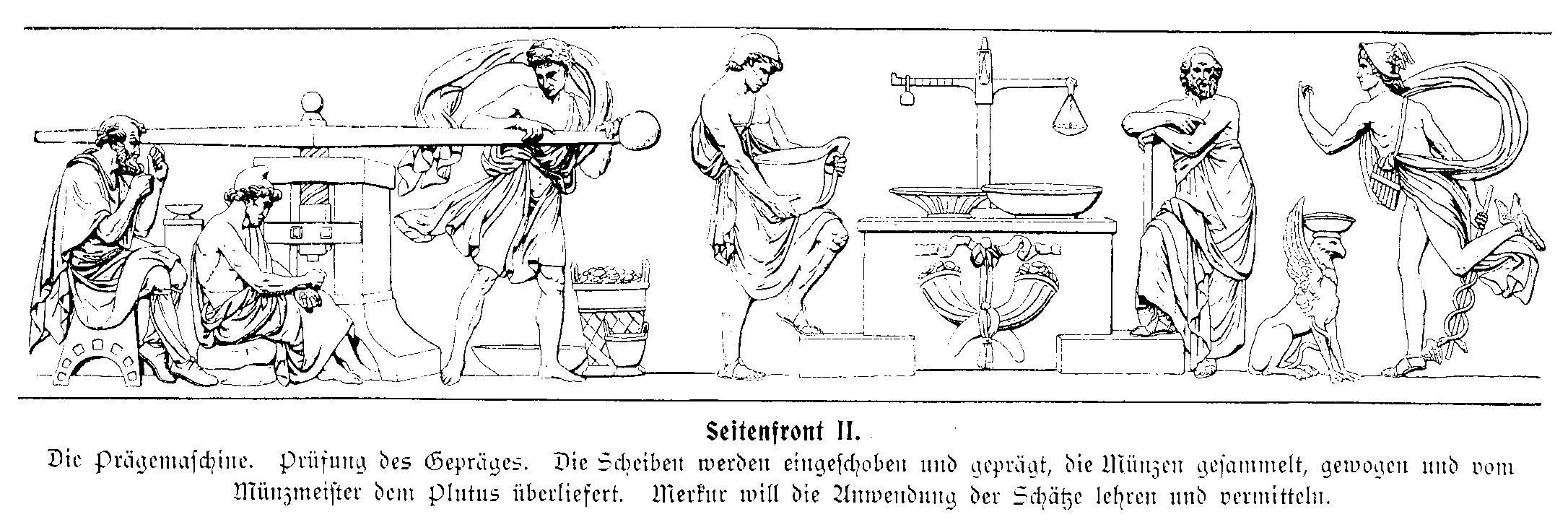
Teil 4
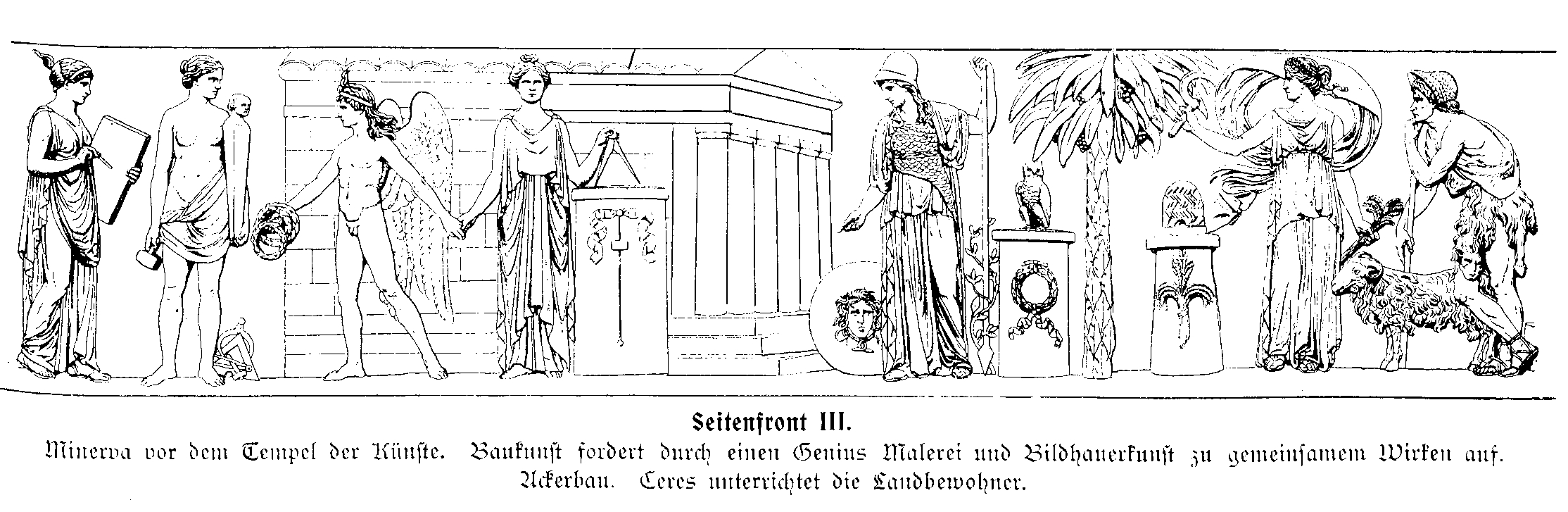
Teil 5
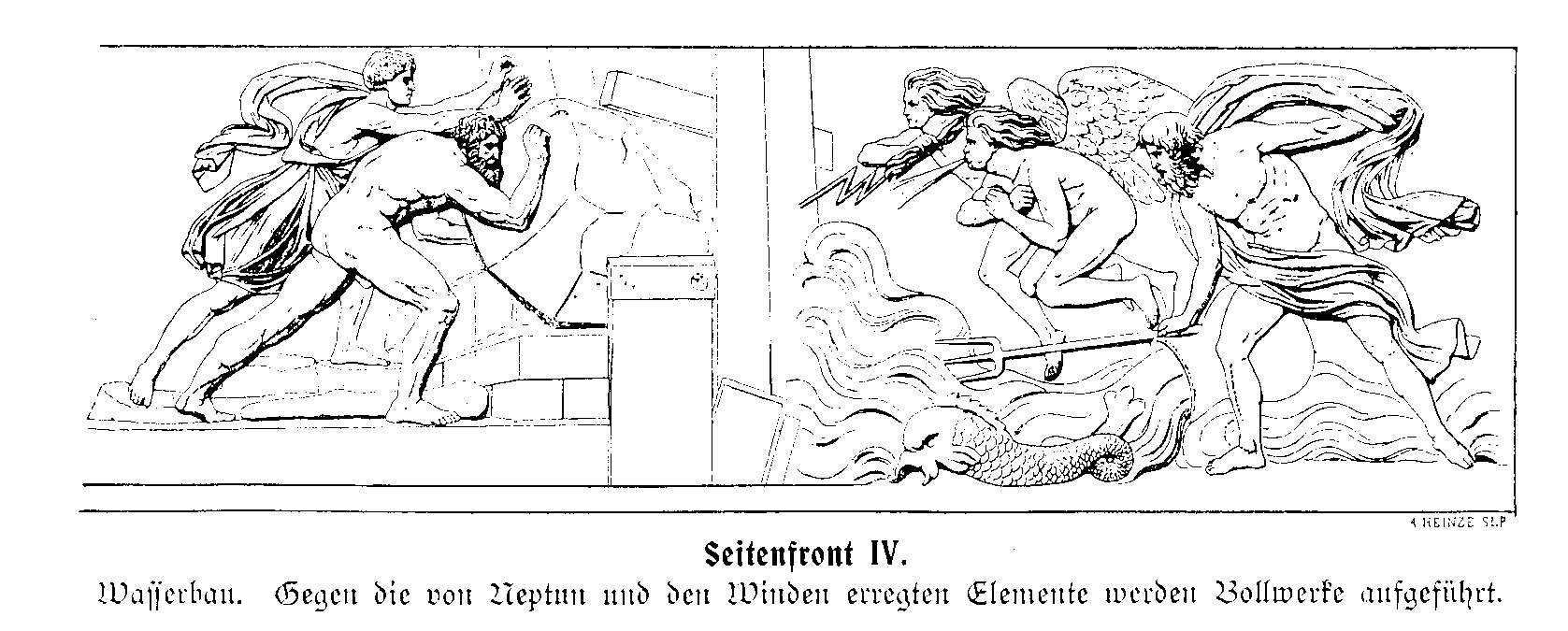
Teil 6

## Anbringung an der Königlichen Münze in der Unterwasserstraße

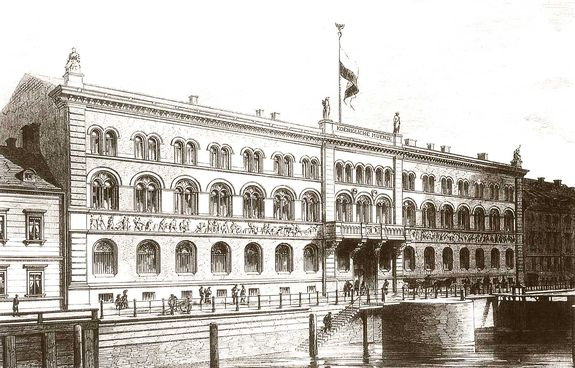
Das Gebäude der Königlichen Münze in der Berliner Unterwasserstraße wurde mit einer verlängerten Fassung des Münzfrieses geschmückt.

Von 1868 bis 1871 wurde ein neues Gebäude für die Berliner Münze an der Unterwasserstraße gebaut. Architekt des neuen Münzgebäudes an der Unterwasserstraße war Baurat Bürde. Er sah von Anfang an eine Wiederverwendung des Schadowschen Münzfrieses vor. Der Entwurf des Gebäudes verlangte jedoch einen längeren Fries, sodass der Schadowsche Fries verlängert werden musste. Mit dieser Erweiterung wurden die Bildhauer Hugo Hagen und Rudolf Siemering beauftragt. Sie begannen mit den Arbeiten im Jahr 1870, nachdem der originale Fries vom alten Münzgebäude abgenommen und zur Baustelle an der Unterwasserstraße verbracht worden war. 1886 wurde die Alte Münze am Werderschen Markt abgetragen.
Das neue Münzgebäude an der Unterwasserstraße stand wiederum nur bis 1934. Es wurde für den Erweiterungsbau der Reichsbank (heute: alter Teil des Auswärtigen Amts) ebenfalls abgerissen.

## Die Kopie des Münzfrieses am Gebäude Mühlendamm 3

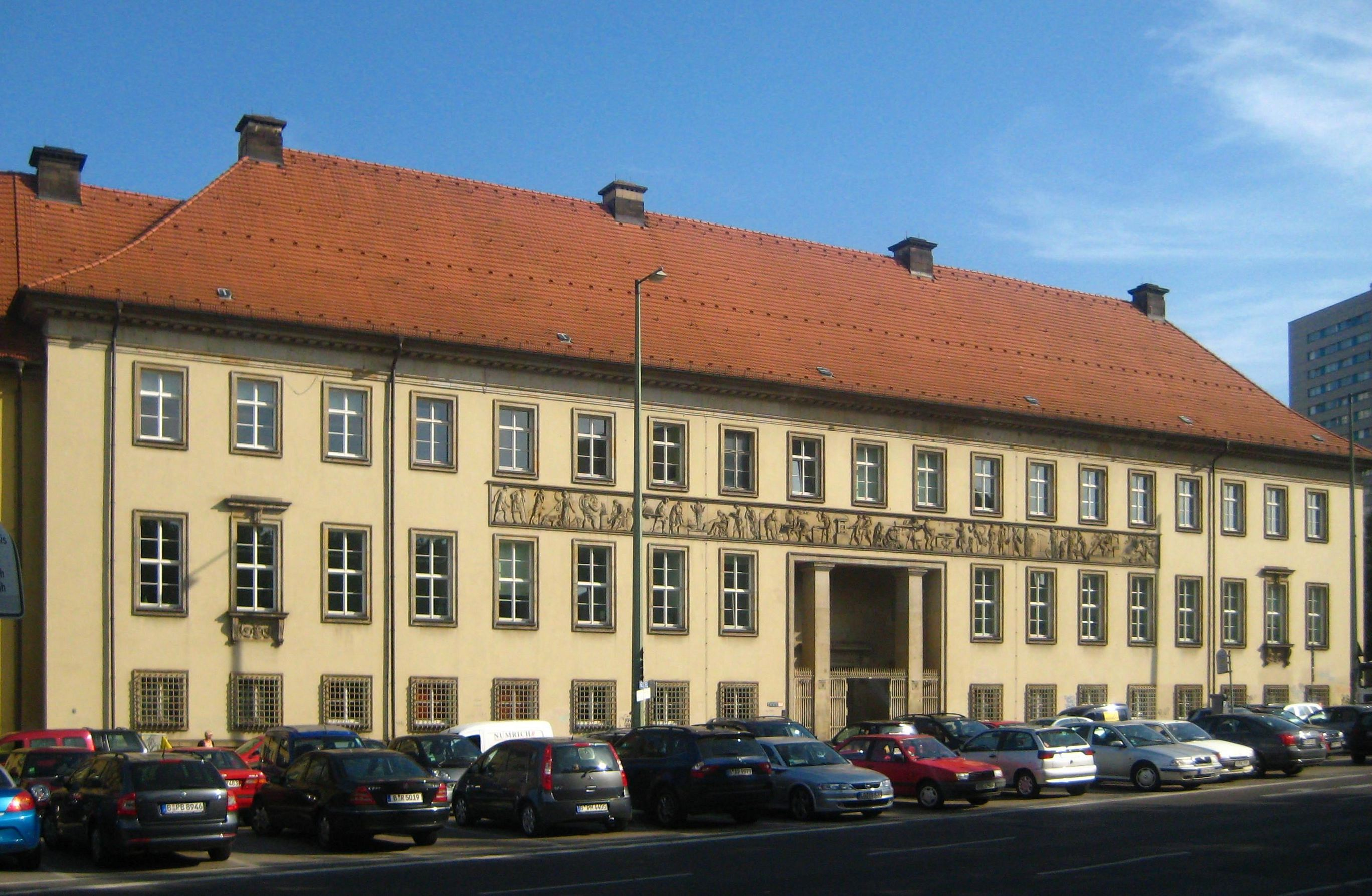
Eine Kopie des Schadowschen Münzfrieses ist am Gebäude Mühlendamm 3 in Berlin zu sehen.

Die Berliner Münze wurde nun in ein neues Münzgebäude am Molkenmarkt verlagert. Auch hier zog der Schadowsche Bildfries mit der Berliner Münze um, weil er an der Fassade des neuen Gebäudes wiederverwendet werden sollte. Tatsächlich lagerten die Reliefplatten bis 1937 auf der Baustelle. Dann wurden die Pläne jedoch zugunsten einer musealen Präsentation aufgegeben. An der Fassade brachte man stattdessen getreue Kopien des Schadow-Frieses an, das heißt ohne die Erweiterung von Hagen und Siemering. Die Kopie befindet sich noch heute an diesem Gebäude (Adresse: Mühlendamm 3).

## Schmuck für ein Seniorenheim
Der Originalfries (samt der Erweiterung) lagerte noch bis in die ersten Kriegsjahre in den Tresorräumen der Reichsmünze und wurde noch während des Krieges nach Berlin-Dahlem transportiert. Wegen des Krieges ist es zu der ursprünglich geplanten musealen Aufstellung nicht mehr gekommen.
Nach dem Zweiten Weltkrieg lagerte der Münzfries lange Jahre in verschiedenen Depots. Über seine weitere Verwendung konnte sich die Kulturverwaltung nicht schlüssig werden. Nachdem mehrere Planungen gescheitert waren, wurde der Fries vom 10. bis 18. November 1976 in die betonsichtige Fassade des Seniorenwohnheims am Spandauer Damm 40–44 eingebaut. Da die rechtlichen Grundlagen für diese Maßnahme sich nachträglich als nicht tragfähig erwiesen, wurde der Fries – nach langen Diskussionen – vom 20. bis 27. April 1989 schließlich wieder aus der Fassade des Seniorenheims ausgebaut und in einem Depot im Sockel des Berliner Kreuzbergdenkmals eingelagert. In diesem Provisorium befindet sich der Fries noch heute. Sein weiteres Schicksal ist unklar.